# Comuna Afanasiivka, Snihurivka
Afanasiivka (în ucraineană Афанасіївка) este o comună în raionul Snihurivka, regiunea Mîkolaiiv, Ucraina, formată din satele Afanasiivka (reședința) și Iuriivka.

## Demografie
Componența lingvistică a comunei Afanasiivka
     Ucraineană (96,33%)
     Rusă (3,6%)
     Alte limbi (0,07%)
Conform recensământului din 2001, majoritatea populației comunei Afanasiivka era vorbitoare de ucraineană (96,33%), existând în minoritate și vorbitori de rusă (3,6%).